# アルカニンディゲス属
アルカニンディゲス属（アルカニンディゲスぞく、Alkanindiges）はPseudomonadota門ガンマプロテオバクテリア綱シュードモナス目モラクセラ科の属の一つであり、グラム陰性の真正細菌である。活性汚泥系で見られるアルカン分解細菌である。

## 下位分類（種）
アルカニンディゲス属は以下の種を含む(2024年8月現在)。

### IJSEMに正式承認されている種
- Alkanindiges hongkongensis　アルカニンディゲス・ホンコンゲンシス

Woo et al. 2016 (IJSEMリストに掲載 2016)
- Alkanindiges illinoisensis　アルカニンディゲス・イリノイセンシス

Bogan et al. 2003 (IJSEMリストに掲載 2004)

### IJSEMに未承認の種
- "Alkanindiges hydrocarboniclasticus"

Yadav et al. 2021